# Claude Mercutio
Claude Mercutio, de son vrai nom Claude Sylvain Bernard Sarfati, né le 25 septembre 1935 à Paris 10e, est un acteur français.

## Filmographie
- 1956 : Pardonnez nos offenses de Robert Hossein
- 1956 : Les Promesses dangereuses de Jean Gourguet
- 1956 : Le Septième Commandement de Raymond Bernard
- 1957 : Charmants Garçons d'Henri Decoin
- 1957 : Donnez-moi ma chance de Léonide Moguy et Guy Lefranc
- 1957 : Passeport pour un entr'acte de Jean-Paul Rappeneau (court métrage)
- 1958 : Maigret tend un piège de Jean Delannoy
- 1958 : Le Mal des autres d'Édouard Logereau (court métrage)
- 1958 : Maxime d'Henri Verneuil
- 1958 : Pourquoi viens-tu si tard ? d'Henri Decoin
- 1958 : La P... sentimentale de Jean Gourguet
- 1958 : Tu seras star de Jean Mitry (court métrage)
- 1959 : Les Dragueurs de Jean-Pierre Mocky
- 1959 : Les Frangines de Jean Gourguet
- 1959 : La Nuit des traqués de Bernard Roland
- 1959 : Par-dessus le mur de Jean-Paul Le Chanois
- 1959 : Signé Arsène Lupin d'Yves Robert
- 1960 : Tête folle de Robert Vernay
- 1960 : Dossier 1413 de Alfred Rode
- 1961 : Horace 62 de André Versini - Rôle coupé au montage -
- 1961 : La peur d'aimer de Philippe Brottet - court métrage -
- 1962 : À la française de Robert Parrish
- 1963 : Mille e una donna de Mino Loy et Domenico Paolella
- 1964 : Les Barbouzes de Georges Lautner : le groom turc de l'hôtel
- 1972 : Tous les anges ne sont pas des saints de Claude-Yvon Leduc - inédit -
- 1975 : L'Agression de Gérard Pirès - rôle coupé au montage -
- 1975 : Les Petits Dessous des grands ensembles / Ça glisse au pays des merveilles / J'aime tout de Christian Chevreuse
- 1980 : L'amour trop fort de Daniel Duval
- 1984 : Train d'enfer de Roger Hanin
- 1987 : Les Yeux ouverts de Joël Abecassis - court métrage -
- 1989 : Flagrant délit d'initié de Philippe Vergeot - court métrage -
- 1991 : Burying the knife de Karen D. Davis - court métrage -
- 1994 : Mort de rire de Christophe Luthringer - court métrage -
- 1999 : La vie, la mort, le foot de Sam Garbarski - court métrage -
- 2004 : Tout est bien qui finit bien de Pascal Lièvre
- 2017 : Lebowitz contre Lebowitz d'Olivier Barma : le vieux magistrat (série télévisée - épisode 15/16)

## Théâtre
- 1958 : L'Année du bac de José-André Lacour, mise en scène Yves Robert, théâtre Édouard VII
- 1961 : Le Petit Bouchon de Michel André, mise en scène Jacques Mauclair, théâtre des Variétés
- 1964 : Jules César de William Shakespeare, mise en scène Raymond Hermantier, Festival de Lyon, théâtre Sarah-Bernhardt
- 1965 : Andorra de Max Frish, mise en scène Gabriel Garran, théâtre de la Commune, théâtre Antoine
- 1968 : Roméo et Juliette de William Shakespeare, mise en scène Michael Cacoyannis, TNP théâtre de Chaillot
- 1969 : Ce fou de Platonov d'Anton Tchekhov, mise en scène Bernard Jenny, théâtre du Vieux-Colombier
- 1972 : Préparation d'une victime de Dieter Kühn, mise en scène Claude Mercutio, Festival du Marais
- 1972 : La Bouche de Serge Ganzl, mise en scène Gabriel Garran, Festival d'Avignon
- 1973 : Les Femmes au pouvoir d'Élie-Georges Berreby, mise en scène Christian Chevreuse, théâtre des Mathurins
- 1977 : Décret secret de Pedro Vianna, mise en scène Claude Mercutio, théâtre de la Vieille-Grille
- 1978 : La Princesse de Clèves de Madame de La Fayette, mise en scène Jaromir Knittl, théâtre Paris-Nord
- 1982 : L'Amant militaire de Carlo Goldoni, mise en scène Dominique Ferrier
- 1994 : Le Songe d'une nuit d'été de William Shakespeare, mise en scène Marc Renaudin, Tréteaux de France

## Doublage
Les dates en italique correspondent aux sorties initiales.

### Cinéma

#### Films
- Klaus Kinski dans :
  - Le Narcisse jaune intrigue Scotland Yard (1961) : Peter Keene
  - Piccadilly minuit douze (1963) : Whitey
  - L'Œil de l'araignée (1991) : Hans Fischer

Mais aussi :
- 1960 : La Vallée des pharaons : le pharaon Nemorat (Corrado Pani)
- 1961 : La Fureur d'Hercule : le caravanier (Nino Fuscagni)
- 1962 : L'Ange de la violence : Clinton Willart (Brandon De Wilde)
- 1962 : La Conquête de l'Ouest : le déserteur confédéré (Russ Tamblyn)
- 1962 : Coups de feu dans la Sierra : Jimmy Hammond (John Davis Chandler)
- 1965 : Le Crâne maléfique : Bert Travers (Peter Woodthorpe)
- 1966 : Le Temps du massacre : Jason « Junior » Scott (Nino Castelnuovo)
- 1966 : La Stripteaseuse effarouchée : Andy (Gary Crosby)
- 1966 : Des fleurs pour un espion : Dick (Marino Masè)
- 1967 : La Folle Mission du docteur Schaeffer (The President's Analyst) de Theodore J. Flicker (en) : l'agent canadien (Martin Horsey)
- 1967 : Les Douze Salopards : Pedro Jimenez (Trini Lopez)
- 1969 : Django le Bâtard : Hugh Murdok (Lu Kamante)
- 1969 : Krakatoa à l'est de Java : Leoncavallo (Sal Mineo)
- 1970 : L'Oiseau au plumage de cristal : Garullo (Gildo Di Marco)
- 1970 : Catch 22 : le lieutenant-colonel Moodus (Austin Pendleton)
- 1971 : Il était une fois la révolution : Peon (Memè Perlini)
- 1974 : Lisa et le Diable : Max (Alessio Orano)
- 1974 : Benji : Riley (Tom Lester)
- 1978 : Piranhas : Whitney (Shawn Nelson)
- 1980 : La Coccinelle à Mexico : Davie Johns (Charles Martin Smith)
- 1980 : La Fureur sauvage : Nathan Wyeth (John Glover)
- 1981 : Deux filles au tapis : Merle LeFevre (Charlie Dell)

### Télévision

#### Séries télévisées
- Le Virginien (1962 - 1971) - Randy Benton (Randy Boone) (1re voix)
- L'Île aux naufragés (1964 -1967) - Gilligan, le matelot (Bob Denver)

#### Séries d'animation
- Les Jackson Five (1971-1972) - Tito Jackson